# Cyrano (månekrater)
Cyrano er et nedslagskrater på Månen. Det befinder sig på Månens bagside og er opkaldt efter den franske forfatter Cyrano de Bergerac (1315 – 1655).
Navnet blev officielt tildelt af den Internationale Astronomiske Union (IAU) i 1970. 

## Omgivelser
Cyranokrateret ligger lige øst for den meget store bjergomgivne slette Gagarin og nord for det noget mindre Barbierkrater. 

## Karakteristika
Cyrano bemærkes især for de små nedslag langs den vestlige og sydvestlige rand, hvoraf det pæreformede "Cyrano P" trænger lidt ind i det indre af krateret. Resten af randen har været udsat for nogen nedslidning og er især eroderet i den nordlige ende. Der ligger også nogle få små kratere i det indre, heriblandt et sammensluttet kraterpar på den østlige side og et krater langs den nordøstlige indre væg. Den nordlige halvdel af bunden er lidt mere irregulær end den sydlige.

## Satellitkratere
De kratere, som kaldes satellitter, er små kratere beliggende i eller nær hovedkrateret. Deres dannelse er sædvanligvis sket uafhængigt af dette, men de får samme navn som hovedkrateret med tilføjelse af et stort bogstav. På kort over Månen er det en konvention at identificere dem ved at placere dette bogstav på den side af satellitkraterets midte, som ligger nærmest hovedkrateret. Cyranokrateret har følgende satellitkratere:
| Cyrano | Længde  | Bredde   | Diameter |
| ------ | ------- | -------- | -------- |
| A      | 18,1° S | 158,6° Ø | 26 km    |
| B      | 18,3° S | 159,7° Ø | 23 km    |
| D      | 19,6° S | 162,2° Ø | 24 km    |
| E      | 20,1° S | 161,2° Ø | 21 km    |
| P      | 21,6° S | 156,8° Ø | 19 km    |

## Måneatlas
- Billeder af Cyranokrateret i LPI-måneatlasset